# Mikael Brännvall
Carl Mikael Brännvall, född 8 juni 1968 i Sankt Görans församling, Stockholms län, är en svensk jurist och direktör. Han är VD för Svensk Scenkonst.

## Biografi
Mikael Brännvall är uppvuxen i Stockholm. Han studerade till jur.kand. vid Uppsala universitet. Efter utbildning inom flottan blev Mikael Brännvall reservofficer och är idag örlogskapten. 2008 invaldes han som ledamot i Kungliga Örlogsmannasällskapet.
Brännvall var vice VD för Dramaten under perioden 2009–2016. Innan dess var han personalchef vid samma teater.
2017 utsågs Brännvall VD för bransch- och arbetsgivarorganisationen Svensk Scenkonst. Han är även styrelseledamot i Trygghetsrådet TRS samt i de tre aktiebolag som utgör scenkonstallianserna: Teateralliansen, Musikalliansen och Dansalliansen.
2016 utnämndes Brännvall till kammarherre vid Kungliga Hovstaterna.

## Utmärkelser och ledamotskap
- H. M. Konungens medalj i guld av 8:e storleken i Serafimerordens band (Kon:sGM8mserafb, 2022) för förtjänstfulla insatser vid Ceremonistaten[3]
- Ledamot av Kungl. Örlogsmannasällskapet (LÖS, 2008)[4]